# Persone di nome Gaston
| Questa pagina contiene informazioni ricavate automaticamente dalle voci biografiche con l'ausilio del template Bio e di un bot. L'aggiornamento è periodico e automatico e ricostruisce completamente la pagina. Se manca una persona in questa lista, sei pregato di non aggiungerla, ma accertati piuttosto che la sua voce biografica contenga il template Bio e che i dati anagrafici siano correttamente compilati. Se il template Bio manca, inseriscilo tu stesso o, in alternativa, metti l'avviso {{tmp\|Bio}} che ne segnala la mancanza. Se i dati riportati sono sbagliati, correggi direttamente la voce biografica; le modifiche saranno visibili in questa lista entro pochi giorni. Per chiarimenti vedi il progetto antroponimi. La lista contiene solo le 91 persone che sono citate nell'enciclopedia e per le quali è stato implementato correttamente il template Bio. Pagina aggiornata al 22 lug 2025. |

Questa è una lista di persone presenti nell'enciclopedia che hanno il nome Gaston, suddivise per attività principale.

## Allenatori di calcio(1)
- Gaston Taument, allenatore di calcio e ex calciatore olandese (L'Aia, n. 1970)

## Alpinisti(1)
- Gaston Rébuffat, alpinista francese (Marsiglia, n. 1921 - Bobigny, † 1985)

## Archeologi(1)
- Gaston Deschamps, archeologo, scrittore e giornalista francese (Melle, n. 1861 - Parigi, † 1931)

## Attori(4)
- Gaston Bell, attore e cantante statunitense (Boston, n. 1877 - Woodstock, † 1963)
- Gaston Breteau, attore francese (Parigi, n. 1859 - Parigi, † 1909)
- Gaston Glass, attore e produttore cinematografico francese (Parigi, n. 1899 - Santa Monica, † 1965)
- Gaston Modot, attore francese (Parigi, n. 1887 - Le Raincy, † 1970)

## Aviatori(1)
- Gaston de Serre, aviatore e generale francese (Copenaghen, n. 1882 - † 1951)

## Avvocati(1)
- Gaston Crémieux, avvocato e attivista francese (Nîmes, n. 1836 - Marsiglia, † 1871)

## Biologi(1)
- Gaston Ramon, biologo e veterinario francese (Bellechaume, n. 1889 - Parigi, † 1963)

## Bobbisti(1)
- Gaston Fonjallaz, bobbista svizzero (Berna, n. 1902 - † 1963)

## Botanici(1)
- Gaston Bonnier, botanico francese (Parigi, n. 1853 - † 1922)

## Calciatori(7)
- Gaston Barreau, calciatore e allenatore di calcio francese (Levallois, n. 1883 - Levallois, † 1958)
- Gaston Cyprès, calciatore francese (La Cornuaille, n. 1884 - † 1925)
- Gaston Diamé, ex calciatore mauritano (Dakar, n. 1971)
- Gaston Mendy, ex calciatore senegalese (n. 1985)
- Gaston Peltier, calciatore francese (Rouen, n. 1877 - Bayonne, † 1951)
- Gaston Rouxel, calciatore francese (Saint-Brieuc, n. 1926 - Trémuson, † 2016)
- Gaston Tschirren, calciatore svizzero (Losanna, n. 1906 - Ginevra, † 1983)

## Canottieri(1)
- Gaston Mercier, canottiere francese (Parigi, n. 1932 - Bussières, † 1974)

## Cavalieri(1)
- Gaston de Trannoy, cavaliere belga (Mons, n. 1880 - Villers-la-Ville, † 1960)

## Cestisti(2)
- Gaston Essengué, cestista camerunese (Yaoundé, n. 1983)
- Gaston Gambor, cestista centrafricano (Bangui, n. 1948 - Parigi, † 2019)

## Chimici(1)
- Gaston Tissandier, chimico, aviatore e editore francese (Parigi, n. 1843 - Parigi, † 1899)

## Ciclisti su strada(2)
- Gaston Denys, ciclista su strada belga (n. 1913 - † 1968)
- Gaston Rebry, ciclista su strada belga (Rollegem-Kapelle, n. 1905 - Wevelgem, † 1953)

## Drammaturghi(1)
- Gaston de Caillavet, drammaturgo francese (Parigi, n. 1869 - Saint-Médard-d'Excideuil, † 1915)

## Editori(1)
- Gaston Gallimard, editore francese (Parigi, n. 1881 - Neuilly-sur-Seine, † 1975)

## Egittologi(1)
- Gaston Maspero, egittologo francese (Parigi, n. 1846 - Parigi, † 1916)

## Filosofi(3)
- Gaston Bachelard, filosofo francese (Bar-sur-Aube, n. 1884 - Parigi, † 1962)
- Gaston Berger, filosofo e funzionario francese (Saint-Louis, n. 1896 - Longjumeau, † 1960)
- Gaston Milhaud, filosofo francese (Nîmes, n. 1858 - Parigi, † 1918)

## Fisici(1)
- Gaston Planté, fisico francese (Orthez, n. 1834 - Parigi, † 1889)

## Generali(2)
- Gaston Billotte, generale francese (Sommeval, n. 1875 - Ypres, † 1940)
- Gaston Pierre de Lévis-Mirepoix, generale francese (Belleville, n. 1699 - Montpellier, † 1757)

## Giocatori di croquet(1)
- Gaston Aumoitte, giocatore di croquet francese (Hanoi, n. 1884 - Sainte-Foy-la-Grande, † 1957)

## Giocatori di football americano(1)
- Gaston Green, ex giocatore di football americano statunitense (Los Angeles, n. 1966)

## Giornalisti(1)
- Gaston Calmette, giornalista francese (Montpellier, n. 1858 - Parigi, † 1914)

## Ingegneri(1)
- Gaston Juchet, ingegnere e progettista francese (n. 1930 - † 2007)

## Maratoneti(1)
- Gaston Strobino, maratoneta statunitense (Büren an der Aare, n. 1891 - Downers Grove, † 1967)

## Marciatori(1)
- Gaston Godel, marciatore svizzero (Givisiez, n. 1914 - Domdidier, † 2004)

## Matematici(1)
- Gaston Julia, matematico francese (Sidi Bel Abbes, n. 1893 - Parigi, † 1978)

## Medici(1)
- Gaston Milian, medico e dermatologo francese (Vitry-le-François, n. 1871 - Parigi, † 1945)

## Mezzofondisti(2)
- Gaston Heuet, mezzofondista francese (Buenos Aires, n. 1892 - Grandvilliers, † 1979)
- Gaston Reiff, mezzofondista belga (Braine-l'Alleud, n. 1921 - Braine-l'Alleud, † 1992)

## Militari(3)
- Gaston d'Andlau, militare e politico francese (Nancy, n. 1824 - Buenos Aires, † 1892)
- Gaston Romazzotti, militare e ingegnere francese (Molsheim, n. 1855 - Parigi, † 1915)
- Gaston de Galliffet, militare francese (Parigi, n. 1830 - Parigi, † 1909)

## Nobili(1)
- Gaston de Foix-Nemours, nobile francese (Mazères, n. 1489 - Ravenna, † 1512)

## Organisti(1)
- Gaston Litaize, organista e compositore francese (Ménil-sur-Belvitte, n. 1909 - Fays, † 1991)

## Orientalisti(1)
- Gaston Wiet, orientalista e arabista francese (Parigi, n. 1887 - Parigi, † 1971)

## Pallanuotisti(1)
- Gaston Van Laere, pallanuotista francese (Tourcoing, n. 1890)

## Piloti motociclistici(1)
- Gaston Rahier, pilota motociclistico belga (Chaineux, n. 1947 - Creil, † 2005)

## Pistard(1)
- Gaston Dron, pistard francese (Clichy, n. 1924 - Dreux, † 2008)

## Pittori(5)
- Gaston Bussière, pittore e illustratore francese (Cuisery, n. 1862 - Saulieu, † 1928)
- Gaston Darbour, pittore e incisore francese (Sedan, n. 1869 - Mentone, † 1964)
- Gaston Orellana, pittore spagnolo (Valparaíso, n. 1933)
- Gaston Casimir Saint-Pierre, pittore francese (Nîmes, n. 1833 - Parigi, † 1916)
- Gaston de Latenay, pittore e incisore francese (Tolosa, n. 1859 - Parigi, † 1943)

## Poeti(2)
- Gaston Leroux, poeta, giornalista e scrittore francese (Parigi, n. 1868 - Nizza, † 1927)
- Gaston Miron, poeta, scrittore e editore canadese (Sainte-Agathe-des-Monts, n. 1928 - Montréal, † 1996)

## Politici(9)
- Gaston Browne, politico antiguo-barbudano (Potters Village, n. 1967)
- Gaston Da Costa, politico francese (Parigi, n. 1850 - Parigi, † 1909)
- Gaston Defferre, politico francese (Marsillargues, n. 1910 - Marsiglia, † 1986)
- Gaston Doumergue, politico francese (Aigues-Vives, n. 1863 - Aigues-Vives, † 1937)
- Gaston Eyskens, politico belga (Lier, n. 1905 - Lovanio, † 1988)
- Gaston Geens, politico belga (Kersbeek-Miskom, n. 1931 - Winksele, † 2002)
- Gaston Hulin, politico francese (Poitiers, n. 1882 - Campo di concentramento di Gross-Rosen, † 1944)
- Gaston Palewski, politico francese (Parigi, n. 1901 - Le Val-Saint-Germain, † 1984)
- Gaston Thorn, politico lussemburghese (Lussemburgo, n. 1928 - Lussemburgo, † 2007)

## Progettisti(1)
- Gaston Glock, progettista e imprenditore austriaco (Vienna, n. 1929 - Klagenfurt am Wörthersee, † 2023)

## Psicologi(1)
- Gaston Mialaret, psicologo e pedagogista francese (Parigi, n. 1918 - Garches, † 2016)

## Registi(5)
- Gaston Kaboré, regista cinematografico burkinabé (Bobo-Dioulasso, n. 1951)
- Gaston Mervale, regista e attore australiano (Australia, n. 1882 - Los Angeles, † 1934)
- Gaston Quiribet, regista, direttore della fotografia e sceneggiatore francese (Parigi, n. 1888 - Clichy-la-Garenne, † 1972)
- Gaston Ravel, regista francese (Parigi, n. 1878 - Cannes, † 1958)
- Gaston Velle, regista francese (Roma, n. 1868 - Parigi, † 1953)

## Religiosi(1)
- Gaston Fessard, religioso e teologo francese (Elbeuf, n. 1897 - Porto Vecchio, † 1978)

## Schermidori(4)
- Gaston Achille, schermidore francese (Parigi, n. 1876 - Saint-Germain-en-Laye, † 1911)
- Gaston Alibert, schermidore francese (Parigi, n. 1878 - Parigi, † 1917)
- Gaston Amson, schermidore francese (Parigi, n. 1883 - Parigi, † 1960)
- Gaston Salmon, schermidore belga (Marcinelle, n. 1878 - Veurne, † 1917)

## Scrittori(3)
- Gaston Moch, scrittore e esperantista francese (Saint-Cyr-l'École, n. 1859 - Parigi, † 1935)
- Gaston de Pawlowski, scrittore e inventore francese (Joigny, n. 1874 - Parigi, † 1933)
- Gaston Waringhien, scrittore, traduttore e esperantista francese (Lilla, n. 1901 - Aigné, † 1991)

## Scultori(1)
- Gaston Lachaise, scultore statunitense (Parigi, n. 1882 - New York, † 1935)

## Siepisti(1)
- Gaston Roelants, ex siepista, mezzofondista e maratoneta belga (Opvelp, n. 1937)

## Sindacalisti(1)
- Gaston Tessier, sindacalista francese (Parigi, n. 1887 - Parigi, † 1960)

## Velisti(1)
- Gaston Cailleux, velista francese (Saint-Denis, n. 1870 - Saint-Denis, † 1946)

## Velocisti(1)
- Gaston Féry, velocista francese (Longwy, n. 1900 - Paimpol, † 1985)

## Vescovi cattolici(1)
- Gaston Kashala Ruwezi, vescovo cattolico della Repubblica Democratica del Congo (Lubumbashi, n. 1961)